# Harare (província)
Harare província metropolitana é uma das Províncias do Zimbabwe e sede da cidade capital Harare. A província tem uma população de 2.098.199 a partir de 2012. Compreende três autoridades locais:
- Cidade de Harare
- Conselho Municipal de Chitungwiza
- Epworth Local Board[2]